# Eberhard Rees

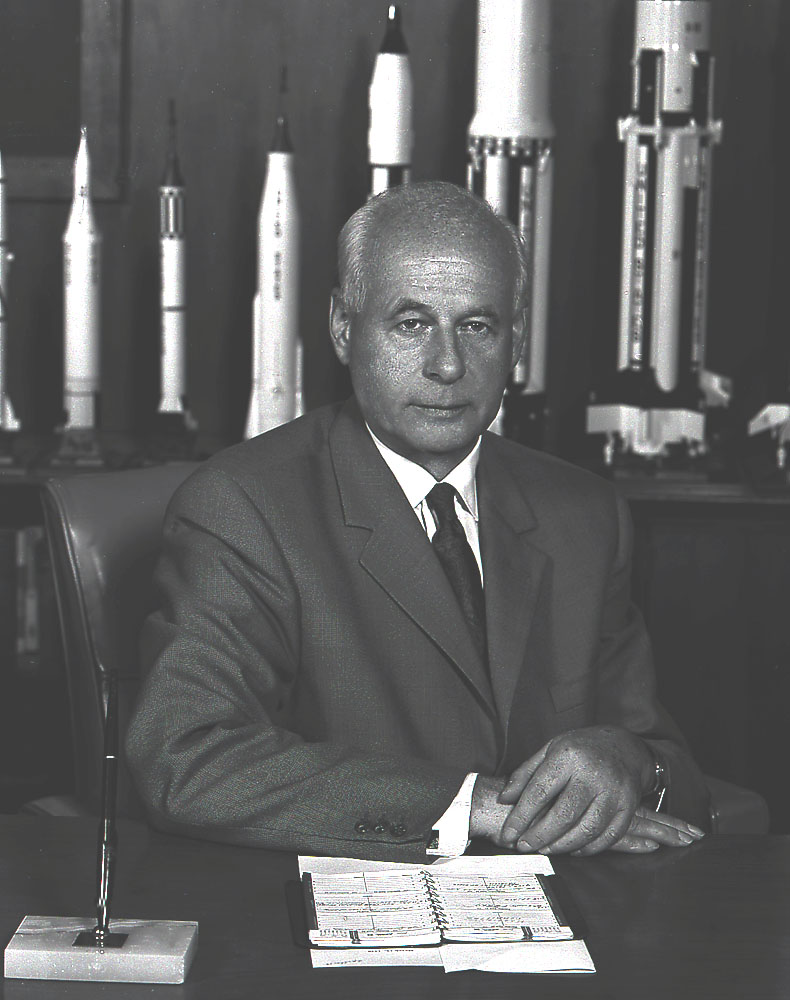
Eberhard Rees (1970)

Eberhard Friedrich Michael Rees (* 28. April 1908 in Trossingen, Württemberg; † 2. April 1998 in DeLand, Florida) war ein deutsch-amerikanischer Raketenspezialist und von März 1970 bis Januar 1973 Direktor des Marshall Space Flight Centers.

## Ausbildung und Werdegang in Deutschland
Eberhard Rees wurde als Sohn des Oberrealschullehrers Johann Georg Rees (1868–1929) und dessen Frau Marie, geb. Birk (1884–1970), in Trossingen in Württemberg geboren. Nach dem Abitur im Jahr 1927 am Zeppelingymnasium in Stuttgart studierte er an der TH Stuttgart und an der TH Dresden Maschinenbau, wo er 1934 sein Diplom erhielt.
Von 1935 bis 1940 arbeitete er bei den Meier & Weichelt Eisen- und Stahlwerken in Leipzig an der  Entwicklung von Produktionsmethoden für die Stahlerzeugung und in der Planung neuer Anlagen. Als Assistent des stellvertretenden Direktors war er für Verbesserungen im Anlagenbereich sowie im Personalwesen zuständig, außerdem war er verantwortlich für die Errichtung einer Zweigstelle.

## Peenemünde
Auf Vermittlung von Prof. Dr. Enno Heidebroek kam Rees dann 1940 als Stellvertreter Wernher von Brauns und Betriebsdirektor zur Heeresversuchsanstalt Peenemünde, wo er für  Management, Einsatzstrategie, technische Fragen und Fertigung der Versuchsraketen zuständig war, darunter der Aggregat 4 (später V2), Aggregat 5, Wasserfall und Aggregat 9. 1943 wurde er Leiter der Betriebsdirektion des Entwicklungswerks Peenemünde unter Wernher von Braun und war nach dem Luftangriff der Alliierten auf Peenemünde im August 1943 maßgeblich an den Planungen für die Verlagerung der Raketenproduktion in die Stollenanlage im Kohnstein bei Nordhausen beteiligt. Ab Juli 1944 war er für den Bereich Fertigung (EW 3) der Elektromechanischen Werke Karlshagen unter Generaldirektor Paul Storch und Technischem Leiter Wernher von Braun zuständig. Nach der Besetzung Nordhausens durch die US-Armee am 11. April 1945 wurde er zusammen mit anderen im Mittelraum zurückgebliebenen Direktoren gefangen genommen und verhört.:152–153

## Rees’ Wirken in den Vereinigten Staaten

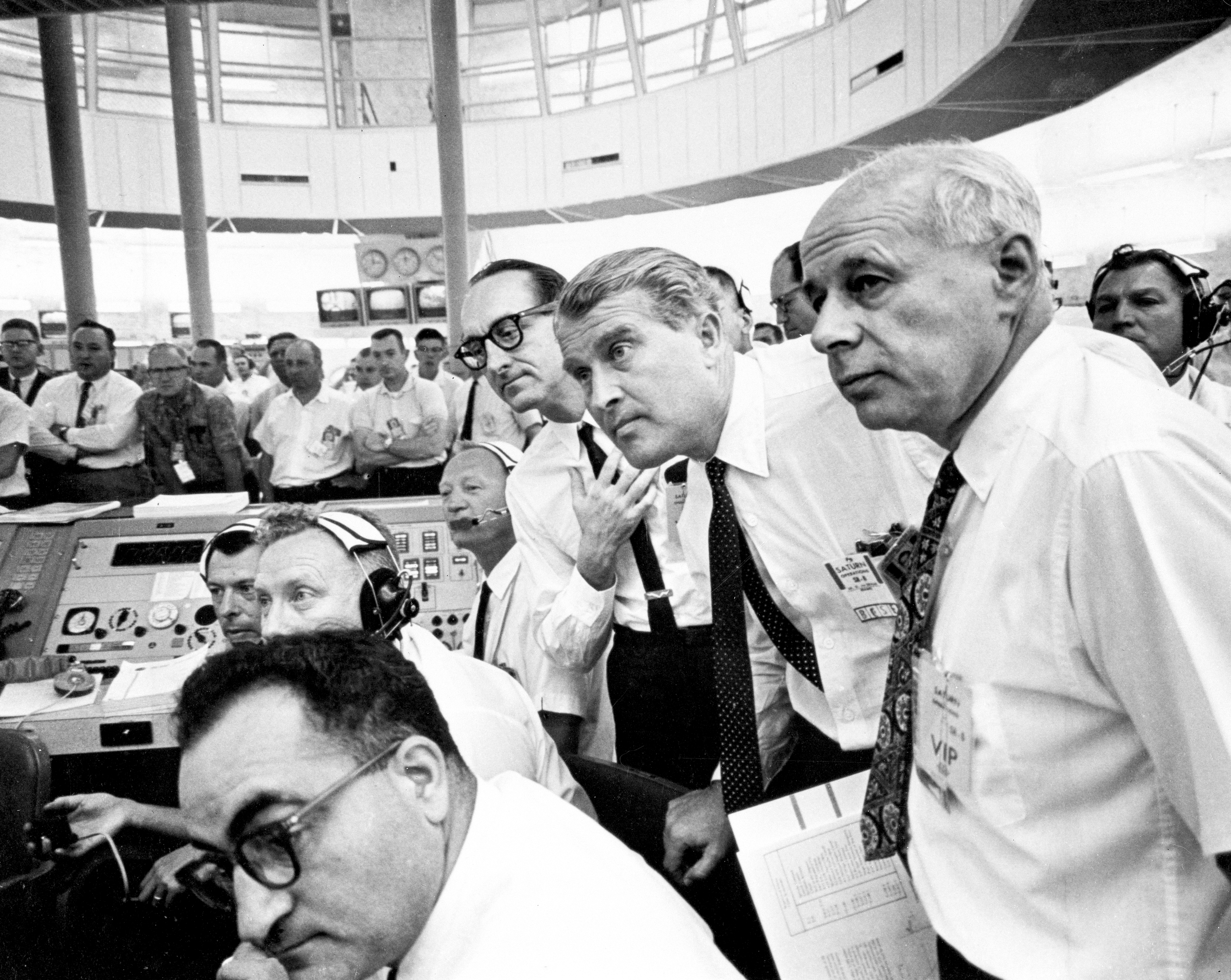
George Mueller, Wernher von Braun und Eberhard Rees beobachten den Start von A-101

Nach Kriegsende gehörte Rees zu der Gruppe von Spezialisten um von Braun, die nach Internierung durch die US-Amerikaner und Befragung durch die Engländer als erste Raketenspezialisten im Rahmen der Operation Overcast, später Paperclip genannt, im Oktober 1945 in die USA gelangten. Als rechte Hand von Brauns war Rees dort verantwortlich für die technische und organisatorische Umsetzung bedeutender Raketen- und Raumfahrtprojekte. Von 1945 bis 1950 war er in Fort Bliss (Texas) an der Aufgabe des deutschen Teams beteiligt, die Amerikaner bei wissenschaftlichen und militärischen V2-Starts sowie der Planung einer neuen Raketenfabrik zu beraten. Die Gruppe unter Leitung von Brauns und seines Stellvertreters Rees arbeitete zudem am US-amerikanischen Raketenprojekt Hermes. 1950 wurde in Huntsville (Alabama) binnen kurzem ein moderner Raketenversuchskomplex erstellt, deren technischer Leiter von Braun und dessen Stellvertreter Rees wurde. Am 11. November 1954 wurde Rees amerikanischer Staatsbürger. 1956–1960 war Rees stellvertretender Direktor der Army Ballistic Missile Agency. Er war weiterhin verantwortlich für alle Phasen der Raketenentwicklung von der Forschung, über Entwicklung, Konstruktion, Design, Produktion und Tests; mit den dort entwickelten Jupiter- und Redstone-Raketen, gelangten der erste US-amerikanische Satellit Explorer 1 sowie der erste US-amerikanische Raumfahrer ins All. 1960 erfolgte die Versetzung Rees’ zum neu eingeweihten Marshall Space Flight Center der Raumfahrtbehörde NASA in Huntsville, wo er als Stellvertreter des Direktors von Braun mit der gleichen Verantwortung betraut war. Rees trug als Apollo Special Task Team Director wesentlich zur Apollo-Mondlandung 1969 sowie der Entwicklung der Saturn-V-Raketen bei. Rees wichtigstes Verdienst war die Aufklärung der Gründe des Apollo 1-Unglücks 1967 und die anschließende Verbesserung der Apollo-Kapsel sowie sämtlicher Sicherheitssysteme. Ab Apollo 13 im Jahr 1970 war Rees alleine verantwortlich für die Saturnraketen für alle weiteren Mondmissionen.
Nach dem Ausscheiden von Brauns war Rees von 1970 bis zu seiner Pensionierung 1973 Direktor des Marshall Space Flight Centers. Trotz des von Präsident Richard Nixon reduzierten Weltraumprogramms der NASA weitete Rees das Programm des MSFC aus. Er initiierte u. a. die High Energy Astrophysical Observatories (HEAO) und das Weltraumteleskop, später Hubble-Weltraumteleskop, die Triebwerke des Space Shuttle, die erste Raumstation der Amerikaner Skylab, das Mondauto LRV und den Umbau der bis dato bekannten Raketenschmiede Huntsville zum Wissenschaftszentrum. Nach seiner Pensionierung nahm Rees Beratungsaufgaben bei Friedr. Krupp in Essen und ERNO Raumfahrttechnik in Bremen wahr.

## Auszeichnungen
Rees erhielt zahlreiche Auszeichnungen, er wurde vom Rollings College im Winter Park, Florida sowie von der University of Alabama in Huntsville zum Dr. h. c. ernannt. Er war unter anderem seit 1959 Mitglied des American Institute of Aeronautics and Astronautics, er war seit 1969 Mitglied der Amerikanischen Astronautischen Gesellschaft; Mitglied der National Academy of Engineering der USA und seit 1970 Ehrenmitgliedschaft der Hermann-Oberth-Gesellschaft, heute Deutsche Gesellschaft für Luft- und Raumfahrt – Lilienthal-Oberth. 1978 erhielt er die Wernher-von-Braun-Auszeichnung der Deutschen Gesellschaft für Luft- und Raumfahrt. Anlässlich des 100. Geburtstages von Eberhard Rees errichtete seine Heimatstadt Trossingen vor seinem langjährigen Wohnhaus in der Hangenstraße einen Gedenkstein, der an Rees’ maßgebliche Rolle im Raumfahrtprogramm der USA erinnert. Am 26. Juni 2009 wurde in Trossingen, der Geburtsstadt von Eberhard Rees, ein groß angelegtes Musical über Rees und die Geschichte der Mondlandungen welturaufgeführt. Das Musical mit dem Titel „Mission Apollo – mit Schrauben und Bolzen auf den Mond“ entspringt der Feder des Komponisten und Autors Frank Golischewski.